# Savannah (yacht)
M/Y Savannah är en superyacht tillverkad av Feadship i Nederländerna. Hon levererades 2015 till Lukas Lundin, en svensk affärsman. Savannah designades av både De Voogt Naval Architects och CG Design, där även CG Design designade interiören. Superyachten är 83,5 meter lång och har en kapacitet upp till 12 passagerare fördelat på sex hytter. Den har en besättning på 26 besättningsmän.
Savannah kostade omkring $100 miljoner att bygga.